# Oops!... I Did It Again (pjesma)
"Oops!... I Did It Again" je pjesma američke pjevačice Britney Spears s njezinog drugog studijskog albuma Oops!... I Did It Again. Pjesma je objavljena 27. ožujka 2000. godine. Pjesmu su napisali i producirali Max Martin i Rami Yacoub.

## Pozadina
Pjesmu su napisali i producirali oznati hitmejkeri Max Martin i Rami Yacoub, koji su već u prvom albumu surađivali sa Spears. Pjesmu je snimila u Cheiron Studiosu u Stockholmu, a prateće vokale su snimili Nana Hedin i Max Martin.

## Uspjeh pjesme na ljestvicama
Radio premijera pjesme bila je u SAD-u bila je 27. ožujka 2000. godine. Dana, 17. lipnja 2000. godine pjesma se plasirala na devetoj poziciji ljestvice Billboard Hot 100, a na Hot 100 Airplay debitirala je na osmoj poziciji. U Europi se na ljestvicama singl dobro plasirao, većinom u najboljih pet. U Njemačkoj i Francuskoj singl je dobio zlatnu certifikaciju s prodanih 250 000 primjeraka. Na europskoj ljestvici Eurochart Hot 100 Singles pjesma je bila za šest tjedana na prvoj poziciji. Dok je u Ujedinjenom Kraljevstvu to bio njen treći sigl koji je dospio na prvoj poziciji, pjesma je prodana u 423 000 primjeraka.

## Popis pjesama
| Britanski CD singl(9250542) 1. "Oops!... I Did It Again" (glavna verzija) — 3:30 2. "Deep in My Heart" (glavna verzija) — 3:34 3. "From the Bottom of My Broken Heart" (Ospina's Millennium Funk Mix) — 3:29 Britanska kaseta(9250544) 1. "Oops!... I Did It Again" (glavna verzija) — 3:30 2. "Oops!... I Did It Again" (instrumentalna verzija) — 3:29 3. "From the Bottom of My Broken Heart" (Ospina's Millennium Funk Mix) — 3:29 Europski i australski maksi CD singl singl(9250552) 1. "Oops!... I Did It Again" (glavna verzija) — 3:30 2. "Oops!... I Did It Again" (instrumentalna verzija) — 3:29 3. "From the Bottom of My Broken Heart" (Ospina's Millennium Funk Mix) — 3:29 4. "Deep in My Heart" (glavna verzija) — 3:34 | Europski CD singl (9250559) 1. "Oops!... I Did It Again" (glavna verzija) — 3:30 2. "Oops!... I Did It Again" (instrumentalna verzija) — 3:29 3. "Deep in My Heart" (glavna verzija) — 3:34 4. "From the Bottom of My Broken Heart" (Ospina's Millennium Funk Mix) — 3:29 Europski limitirani CD singl s remiksevima (9250792) 1. "Oops!... I Did It Again" (glavna verzija) — 3:30 2. "Oops!... I Did It Again" (Rodney Jerkins Remix) — 3:07 3. "Oops!... I Did It Again" (Ospina's Crossover Mix) — 3:15 4. "Oops!... I Did It Again" (Riprock 'N' Alex G. Oops! We Remixed Again! Radio Mix) — 3:54 5. "Oops!... I Did It Again" (Ospina's Deep Club Mix) — 6:05 6. "Oops!... I Did It Again" (Riprock 'N' Alex G. Oops! We Remixed Again! Club Mix) — 4:52 7. "Oops!... I Did It Again" (Ospina's Instrumental Dub) — 6:05 The Singles Collection singl 1. "Oops!... I Did It Again" (glavna verzija) — 3:30 2. "Deep in My Heart" (glavna verzija) — 3:34 |

## Vanjske poveznice
- Britney Spears — službena stranica.